# Wróblewski (cráter)
Wróblewski es un pequeño cráter de impacto lunar que se encuentra al sureste de la enorme llanura amurallada del cráter Gagarin. El cráter Raspletin se halla en el borde de Gagarin, al noroeste de Wroblewski. Al sur-sureste se localiza Sierpinski.
|  |

Como muchos cráteres lunares de este tamaño, Wróblewski es más o menos circular y tiene forma de cuenco. El perfil del borde se ha visto sometido a desgaste debido a impactos posteriores.